# Rovinița Mare, Timiș
Rovinița Mare (maghiară Omor) este un sat în comuna Denta din județul Timiș, Banat, România. Numele său original a fost Omoru Mare, însă a fost schimbat pe cale administrativă deoarece a fost considerat inestetic.

## Legături externe

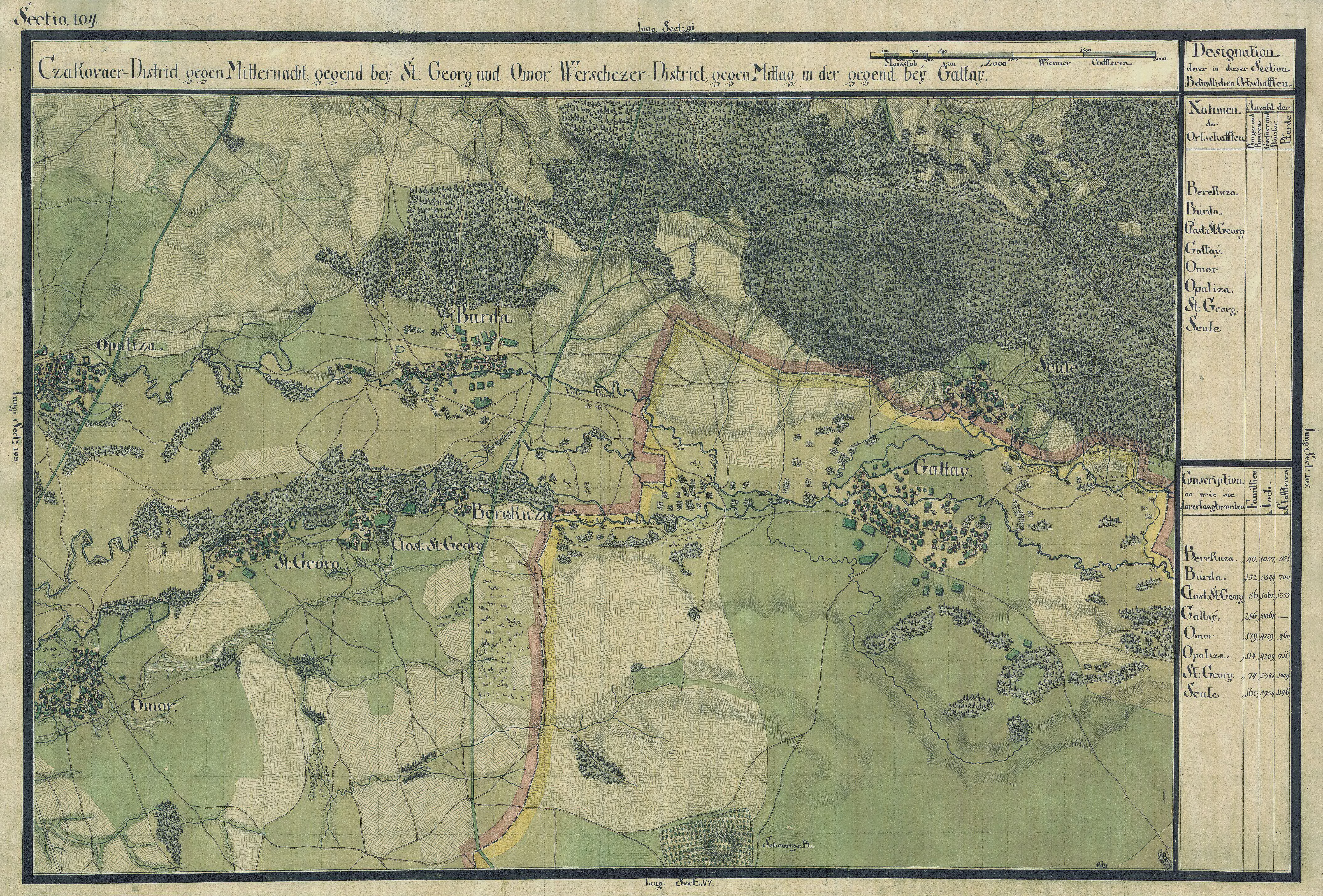
Rovinița Mare în Harta Iosefină a Banatului, 1769-72